# Игл Харбор (Мериленд)
Игл Харбор (енгл. Eagle Harbor) град је у америчкој савезној држави Мериленд.

## Демографија
По попису из 2010. године број становника је 63, што је 8 (14,5%) становника више него 2000. године.
| Група             | 2000.      | 2010.      |
| Белци             | 17 (30,9%) | 5 (7,9%)   |
| Афроамериканци    | 36 (65,5%) | 58 (92,1%) |
| Азијати           | 0 (0,0%)   | 0 (0,0%)   |
| Хиспаноамериканци | 0 (0,0%)   | 0 (0,0%)   |
| Укупно            | 55         | 63         |